# Air France-vlucht 4590
Air France-vlucht 4590 was een Concorde-vlucht van de internationale luchthaven Parijs-Charles De Gaulle vlak bij Parijs naar John F. Kennedy International Airport in New York, en werd geëxploiteerd door Air France. Op 25 juli 2000 stortte het toestel vlak na vertrek neer in Gonesse, waarbij alle inzittenden en vier mensen op de grond om het leven kwamen. De vlucht was gecharterd door het Duitse bedrijf Peter Deilmann Cruises en alle passagiers waren onderweg naar het cruiseschip MS Deutschland in New York voor een 16-daagse cruise naar Zuid-Amerika. Er waren drie kinderen aan boord van deze vlucht.

## Verloop van de vlucht
Tijdens het opstijgen vanaf de luchthaven Parijs-Charles de Gaulle reed het toestel over een strip titanium op de baan, waardoor een band scheurde en ontplofte. De strip was ongeveer 3 centimeter breed en ruim 43 centimeter lang. Een groot brok van de band (4,5 kg) sloeg tegen de onderkant van de vleugel met een snelheid van meer dan 300 km/u, waarbij de brandstoftank boven het landingsgestel van binnenuit scheurde, waarschijnlijk door een hydrodynamische drukschommeling.
De lekkende brandstof ontbrandde door een elektrische vonk in de landingsgestelbaai of door contact met hete delen van de motor (het eerstgenoemde wordt het meest waarschijnlijk geacht door Britse onderzoekers). Op het punt van ontsteking haperden motor 1 en 2 en verloren ze kracht, maar ze kregen die in de volgende seconden terug. Een grote steekvlam ontwikkelde zich; in de cockpit ging het brandalarm af. De bemanning zette hierop motor 2 uit.
Omdat het toestel de V1-snelheid al gepasseerd was op de moment dat de band sprong, zette de bemanning de start voort. Met de drie resterende motoren kon echter niet genoeg snelheid worden gemaakt, mede doordat het landingsgestel niet kon worden ingetrokken. Het toestel kon niet klimmen of versnellen en bleef een snelheid houden van 370 km/u op een hoogte van 61 m. De brand veroorzaakte schade aan de vleugel. Door de asymmetrische aandrijving rolde het toestel naar links, waarbij het 100 graden overhelde.
De bemanning probeerde de nabijgelegen luchthaven Le Bourget te bereiken en verminderde de stuwkracht van motoren 3 en 4 om te proberen het vliegtuig recht te krijgen. Door de afnemende snelheid verloor men de controle over het toestel, dat vervolgens in Gonesse neerstortte op een bijgebouw van het hotel Les Relais Bleus dicht bij de luchthaven. Alle inzittenden kwamen om het leven.
Onderzoekers concludeerden dat een veilige landing van het vliegtuig hoogst onwaarschijnlijk was geweest.
Vlucht AF4590 vervoerde 96 Duitsers, twee Denen, een Amerikaan en een Oostenrijker evenals negen bemanningsleden, die allen, samen met vier mensen op de grond, omkwamen. 

### Transcriptie van de cockpitvoicerecorder
De cockpitvoicerecorder (CVR) maakte deze opnamen van de laatste minuten van de vlucht.
Copiloot"Le Bourget, Le Bourget, Le Bourget."
Piloot"Too late (unclear)."
Verkeerstoren"Fire service leader, correction, the Concorde is returning to runway zero niner in the opposite direction."
Piloot"No time, no (unclear)."
Copiloot"Negative, we're trying Le Bourget" (four switching sounds).
Copiloot"No (unclear)."
Vertaling:
Copiloot"Le Bourget, Le Bourget, Le Bourget."
Piloot"Te laat (onduidelijk)."
Toren"Brandweerdienstleider, correctie, Concorde keert terug naar startbaan nul negen (09) in tegenovergestelde richting."
Piloot"Geen tijd, nee (onduidelijk)."
Copiloot"Negatief, we proberen Le Bourget." (vier schakelgeluiden)
Copiloot"Nee (onduidelijk)."

## Gevolgen
De Concorde was het veiligste lijnvliegtuig in de wereld volgens passagierssterfgevallen per gereisde afstand, hoewel de Boeing 737-vloot per week meer passagiersmijlen en diensturen verwerft dan de vloot van Concordes in zijn gehele bestaan.
Een paar dagen na het ongeval werden alle Concordes aan de grond gehouden, in afwachting van het onderzoek naar de oorzaken van het ongeluk en de mogelijke gevolgen. Air France-Concorde F-BVFC werd toegestaan om van de luchthaven New York terug te keren naar huis, zonder passagiers.

## Onderzoek
Het rapport van het onderzoek werd gepubliceerd op 14 december 2004. Als oorzaak van de crash werd een titanium onderdeel aangewezen dat van een DC-10 van Continental Airlines was gevallen, die vier minuten eerder was opgestegen.
Britse en voormalige Franse Concorde-piloten bekeken verscheidene andere mogelijke oorzaken van het ongeluk die het rapport negeerde. De gegevens van de flightdatarecorder (de zwarte doos) wezen echter uit dat het vliegtuig zich recht op de startbaan bevond en normaal versnelde tot op het punt waar de band klapte.

### Conclusie
De onderzoekers concludeerden dat:
- Het vliegtuig luchtwaardig was en de bemanning gekwalificeerd.
- Het landingsgestel (dat later niet kon ingetrokken worden) in het verleden geen ernstige problemen had vertoond. Hoewel de bemanning goed opgeleid en gekwalificeerd was, bestond er geen plan voor geval zich op de startbaan een storing van twee motoren zou voordoen, omdat een dergelijke situatie als hoogst onwaarschijnlijk werd beschouwd.
- Het vliegtuig iets overbeladen was, een ton te veel.
- Nadat het toestel de take-off-snelheid had bereikt, de band van wiel nr. 2 kapot was gesneden door een metaalstrook die op de startbaan lag (afkomstig van de omhulling van de straalomkering van motor nr. 3 van een DC-10, die enkele minuten ervoor was opgestegen vanaf dezelfde startbaan). Dit was geen origineel onderdeel en het was niet volgens de instructies van de fabrikant geïnstalleerd.
- Het afbreken van de start waarschijnlijk zou hebben geleid tot het op hoge snelheid van de startbaan schieten van het toestel en afbreken van het landingsgestel, met eveneens een ongeval als gevolg.
- Terwijl twee motoren problemen hadden en een van de motoren werd uitgeschakeld, de schade aan de linkervleugel door de brand zo groot was dat het neerstorten van het vliegtuig onvermijdelijk was, zelfs met goed werkende motoren.

## Eerdere problemen met de banden
Om gewicht te besparen was de Concorde ontworpen zonder welvingskleppen. Hierdoor was echter een hoge rolsnelheid nodig om los te komen van de startbaan, en dit betekende een hoog toerental voor de banden van het landingsgestel, grotere centrifugale krachten, en een groter risico op klapbanden. De kinetische energie van weggeslingerde brokstukken van de banden was ook veel groter en het risico op schade aan het toestel nam daardoor toe. Dit risico had kunnen worden ingeperkt door een dikkere huid op de onderzijde van de vleugels, maar dat zou de gewichtsbesparing door het weglaten van de welvingskleppen weer grotendeels teniet hebben gedaan.
In november 1981 stuurde de Amerikaanse National Transportation Safety Board (NTSB) een waarschuwing en een lijst met aanbevelingen naar de Franse Bureau d'enquêtes et d'analyses (BEA), nadat vier incidenten met klapbanden bij Concordes van Air France waren onderzocht die zich hadden voorgedaan tussen juli 1979 en februari 1981. De NTSB omschreef de incidenten als "potentieel catastrofaal" omdat ze werden veroorzaakt door klapbanden tijdens de start. De NTSB sprak eveneens haar bezorgdheid uit over het ontbreken van afdoende oplossingen aan Franse zijde en onjuiste reacties van de bemanningen op de incidenten.

## Modificaties en heropleving
Het ongeval leidde tot wijzigingen aan de Concorde, inclusief meer controles op veilige elektronica, kevlar-bekleding van de binnenzijde van de brandstoftanks, en speciaal ontwikkelde, ontploffingsbestendige banden. De nieuwe banden zouden een bijdrage zijn aan de toekomstige vliegtuigontwikkeling. Maar voordat de vluchten werden hervat, vonden de terroristische aanslagen op 11 september 2001 plaats, wat resulteerde in een daling in passagiersaantallen en leidde tot het uiteindelijke einde van vluchten met de Concorde. Air France stopte zijn vluchten in mei 2003, terwijl British Airways zijn Concorde-vluchten stopte in oktober 2003.
Op 10 maart 2005 begonnen Franse autoriteiten een onderzoek bij Continental Airlines. Vanaf oktober 2005 was Jacques Herubel, een voormalig ingenieur van Aérospatiale, onderwerp van een onderzoek wegens achteloosheid die tot het ongeval leidde. Een rapport gaf aan dat er tussen 1979 en 2000 67 incidenten zijn geweest met banden van de Concorde, maar dat ondanks ontwerp- en onderhoudsaanpassingen er nog steeds incidenten plaats bleven vinden.
Op 4 juli 2008 werd bekend dat Continental strafrechtelijk wordt vervolgd, evenals twee technici van Continental, een Franse luchtvaartfunctionaris en twee mensen die betrokken waren bij de ontwikkeling van de supersonische Concorde. De aanklacht tegen Continental luidt doodslag.
Op 29 november 2012 bepaalde een rechtbank in Versailles in hoger beroep dat Continental Airlines toch niet schuldig was aan de crash van de Concorde.

## Nationaliteiten van de omgekomen passagiers en bemanning
| Nationaliteit    | Passagiers | Bemanning | Totaal |
| ---------------- | ---------- | --------- | ------ |
| Duitsland        | 96         | 1         | 97     |
| Frankrijk        | 0          | 8         | 8      |
| Denemarken       | 2          |           | 2      |
| Oostenrijk       | 1          |           | 1      |
| Verenigde Staten | 1          |           | 1      |
| Totaal           | 100        | 9         | 109    |

## Herdenkingsmonumenten

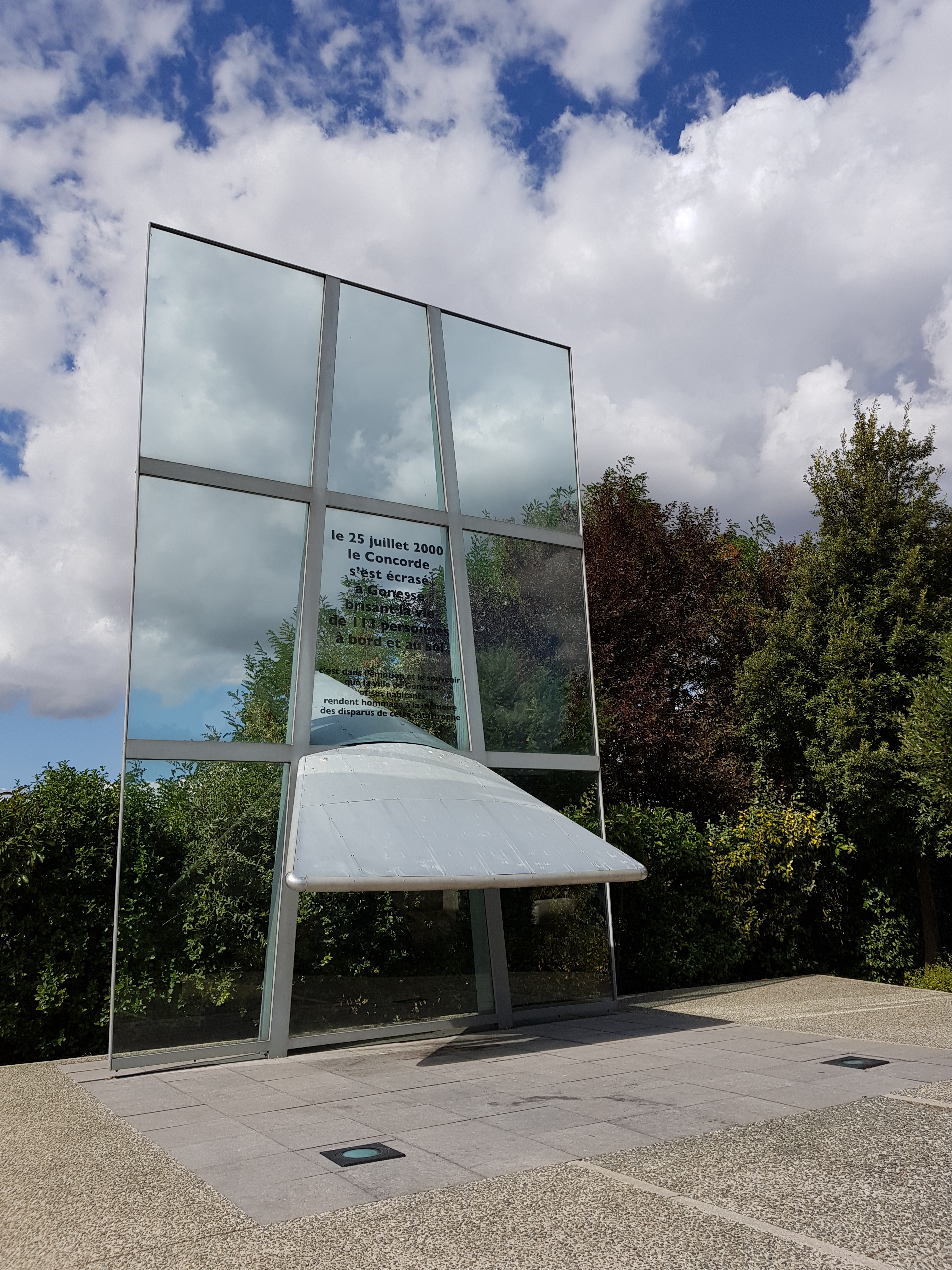
Het herdenkingsmonument in Gonesse

Op Gonesse werd een monument opgericht ter nagedachtenis aan de slachtoffers van de crash. Het bestaat uit een deel transparant glas waar een stuk van een vliegtuigvleugel doorheen steekt.
Een ander monument betreft een gedenkteken in Mitry-Mory, net ten zuiden van luchthaven Charles de Gaulle. Het is een ruimtelijk monument van 6000 vierkante meter omgeven door vegetatie dat aangeplant is in de vorm van een Concorde. Het werd in 2006 onthuld.